# فرد بلین هورن
فرد بلین هورن (انگلیسی: Fred Blinkhorn; ۲ اوت ۱۹۰۱ – ۱۹۸۳ (۸۱−۸۲ سال)) بازیکن فوتبال اهل بریتانیا بود.
از باشگاه‌هایی که در آن بازی کرده‌است می‌توان به باشگاه فوتبال برنلی اشاره کرد.